# Красюки
Красюки (укр. Красюки) — село, входит в Таращанский район Киевской области Украины.
Население по переписи 2001 года составляло 82 человека. Почтовый индекс — 09510. Телефонный код — 4566. Занимает площадь 0,51 км². Код КОАТУУ — 3224486402.

## Местный совет
09510, Київська обл., Таращанський р-н, с.Северинівка